# Медолла
Медолла (итал. Medolla) —  коммуна в Италии, располагается в регионе Эмилия-Романья, подчиняется административному центру Модена.
Население составляет 5901 человек (на 2004 г.), плотность населения составляет 214 чел./км². Занимает площадь 26 км². Почтовый индекс — 41036. Телефонный код — 0535.
Покровителями коммуны почитаются святые Феопемпт и Феона Никомидийские. Праздник ежегодно празднуется 21 мая.